# Campeonato Mundial de Gimnasia Rítmica de 1995
El XIX Campeonato Mundial de Gimnasia Rítmica se celebró en Viena (Austria) entre el 20 y el 24 de septiembre de 1995 bajo la organización de la Federación Internacional de Gimnasia (FIG) y la Federación Austriaca de Gimnasia.

## Resultados
| Evento                              | Oro                                                                                                 | Plata                                                                                                   | Bronce                                                                      |
| ----------------------------------- | --------------------------------------------------------------------------------------------------- | --- | --------------------------------------------------------------------------- |
| Concurso completo ind.              | Maria Petrova · Bulgaria / · Ekaterina Serebrianskaya · Ucrania · 39,800 pts.                       | | Larisa Lukianenko · Bielorrusia / · Yanina Batirchina · Rusia · 39,700 pts. |
| Cuerda                              | Larisa Lukianenko · Bielorrusia · 9,950                                                             | Maria Petrova · Bulgaria / · Ekaterina Serebrianskaya · Ucrania / · Elena Vitrichenko · Ucrania · 9,925 |                                                                             |
| Pelota                              | Yanina Batirchina · Rusia / · Amina Zaripova · Rusia / · Ekaterina Serebrianskaya · Ucrania · 9,950 | |                                                                             |
| Mazas                               | Maria Petrova Bulgaria / Amina Zaripova Rusia 9,950                                                 | | Ekaterina Serebrianskaya · Ucrania / · Elena Vitrichenko · Ucrania · 9,925  |
| Cinta                               | Elena Vitrichenko · Ucrania · 9,950                                                                 | Larisa Lukianenko · Bielorrusia/ · Amina Zaripova · Rusia · 9,925                                       |                                                                             |
| Grupos concurso completo            | Bulgaria 39,575                                                                                     | España · 39,400                                                                                         | Bielorrusia · 39,075                                                        |
| Grupo (5 con aro)                   | Bulgaria 19,825                                                                                     | España · 19,800                                                                                         | Bielorrusia · 19,600                                                        |
| Grupos (3 con pelota + 2 con cinta) | España · 19,800                                                                                     | Bulgaria 19,775                                                                                         | Rusia 19,650                                                                |
| Concurso completo por equipos       | Rusia 78,100                                                                                        | Bulgaria 77,600                                                                                         | Ucrania · 77,450                                                            |

## Medallero
| Núm. | País        | Oro | Plata | Bronce | Total |
| ---- | ----------- | --- | ----- | ------ | ----- |
| 1    | Bulgaria    | 4   | 3     | 0      | 7     |
| 2    | Rusia       | 4   | 1     | 2      | 7     |
| 3    | Ucrania     | 3   | 2     | 3      | 8     |
| 4    | España      | 1   | 2     | 0      | 3     |
| 5    | Bielorrusia | 1   | 1     | 3      | 5     |

- Datos: Q2559845
- Multimedia: 1995 Rhythmic Gymnastics World Championships / Q2559845